# Saturday Night Engine
Saturday Night Engine is het debuutalbum van de Zweedse band Broder Daniel. Het werd uitgebracht op 21 april 1995.

## Tracklist
1. "Lovesick"
2. "Luke Skywalker"
3. "Iceage"
4. "Disease Inside"
5. "What's Good"
6. "The Kids Are Alright"
7. "Come On You People"
8. "Lost In Love"
9. "Cadillac"
10. "The Middleclass"
11. "Son Of S:t Jacobs"

## Bandleden
- Henrik Berggren - zanger
- Lars Malmros - drums
- Anders Göthberg - gitaar
- Theodor Jensen - basgitaar